# فيليب بندر
فيليب بندر (بالفرنسية: Philippe Bender)‏ هو موزع فرنسي، ولد في 25 فبراير 1942 في بيزنسون في فرنسا.